# 梅葉冬青
梅葉冬青 （學名： Ilex asprella），別稱崗梅（廣東埔）、苦梅根（廣東埔）、燈稱花、燈花樹、點稱星、點秤星、假秤星（廣東東莞）、秤星樹、燈秤仔、燈秤花、萬點金、烏雞骨、燈絲仔、山梅根、假青梅、秤星樹、秤星木、天星木、汀秤仔（香港）、相星根（廣西梧州）、百解茶及檀樓星等，為冬青科冬青屬植物。種加詞意為「具粗糙鱗片的」。本種為冬青科內少數會落葉的品種之一。花期1－3月，果期3－6月。
「崗梅」名稱的由來源於梅葉冬青生長在山邊但習性像梅花；「燈秤花」的名稱由來源於本種植物小枝光滑呈褐色貌似秤桿，皮孔像似秤點而得名。

## 分佈及生境
分佈於中國東南部、菲律賓呂宋、琉球等地。多生長於山坡草叢、路旁及次生林綠野徑旁，海拔400米至1,000米的地區。性喜高溫，全日照或半日照均可，以腐植質土壤生長最佳，多以種子繁殖。

## 形態特徵
梅葉冬青是一種落葉灌木，可高達3米。有長枝及短枝，長枝纖細，小枝光滑無毛，綠色具明顯的白色皮孔，干後褐色。葉卵狀橢圓形或卵形，互生，膜質或紙質，表面綠、深綠至黃綠色，背面淺綠色，背部有細腺點，基部寬楔形，先端漸尖成尾狀，具細鋸齒狀葉緣，網脈不明顯，羽狀側脈6－8對，中脈上部稍凹下，表面脈上披直毛，長約3－7厘米，寬約1.5－3厘米；葉柄長約3－8毫米。花為繖形花序，白色，[雄花2－3朵，簇生或單生葉腋，4或5數，花萼圓形或裂片闊三角形，無毛，直徑約2.5－3毫米，花冠直徑約6毫米，雄蕊著生於花冠上，與花瓣互生，花瓣近圓形，基部結合；雌花單生葉腋，無毛，4或6數，花萼4－5裂，直徑約2.5－3毫米，花瓣4－5枚，基部結合，花梗長約2－2.5厘米，結果時可長達3厘米，子房球狀卵形，直徑約1.5毫米，花柱明顯，柱頭呈盤狀。果為核果，球形或橢圓形，外有縱溝，成熟時黑色，內果皮石質，基部具宿存之萼，分核4－6粒，直徑約5－6毫米，果梗長約2－3厘米。

## 醫藥用途
梅葉冬青根、葉入藥；根部性味苦、甘，性寒，歸肺、肝、大腸經，無毒，能清熱解毒，活血，生津，可治感冒、眩暈 、頭痛、咽喉腫痛 、百日咳、淋病及跌打損傷等。葉性味苦、甘，性寒，歸心、肺、肝經，清熱解毒，可治感冒及跌打損傷等。葉含熊果酸，對心絞痛及冠心病有治療作用。為涼茶廿四味之原料之一。

## 外部連結
- 梅葉冬青, Meiyedongqing （页面存档备份，存于） (香港浸會大學中醫藥學院) （繁體中文）（英文）
- 崗梅根, Roughhaired Holly Root, Gang Mei Gen （页面存档备份，存于） 中藥標本數據庫 (香港浸會大學中醫藥學院) （繁體中文）（英文）
- 崗梅根 Gang Mei Gen （页面存档备份，存于） 中藥標本數據庫 (香港浸會大學中醫藥學院) （繁體中文）（英文）
- 崗梅葉 Gang Mei Ye （页面存档备份，存于） 中藥標本數據庫 (香港浸會大學中醫藥學院) （繁體中文）（英文）
- 數位典藏資源中心臺灣大學典藏數位化計劃
- 維管束植物典藏知識單元 Archive.today的存檔，存档日期2012-12-22自然與人文數位博物館